# Галліате
Галліате, Ґалліате (італ. Galliate, п'єм. Gajà) — муніципалітет в Італії, у регіоні П'ємонт,  провінція Новара.
Галліате розташоване на відстані близько 510 км на північний захід від Рима, 95 км на північний схід від Турина, 8 км на північний схід від Новари.
Населення — 15 685 осіб (2014).
Щорічний фестиваль відбувається 8 вересня. Покровитель — Giusto.

## Демографія
Населення за роками:

Станом на 1 січня 2023 року в муніципалітеті офіційно проживало 1445 іноземців з 63 країн, серед них 159 громадян країн Євросоюзу та 86 громадян України.

## Сусідні муніципалітети
- Камері
- Новара
- Роментіно
- Турбіго